# Governatori generali del Gambia
Quello che segue è un elenco di governatori generali di Gambia (già governatori coloniali ed amministratori dell'Isola di Saint Mary) dalla fondazione della colonia inglese nel 1816 sino all'indipendenza nel 1965 e sino alla proclamazione della repubblica nel 1970 con la sostituzione del capo di stato dal monarca del Regno Unito ad un presidente locale.
Il primo titolo ufficiale di comandante dell'Isola di Saint Mary venne dato al comandante dell'insediamento britannico sull'isola di Saint Mary nel 1823. Nel 1821, il Gambia divenne una vera e propria colonia inglese come parte della Sierra Leone. Nel 1829 venne nominato localmente un luogotenente governatore, subordinato al governatore della Sierra Leone. Tra il 1843 ed il 1866, il Gambia ebbe un proprio governatore indipendente, ma nel 1866 venne subordinato ancora una volta alla Sierra Leone, con la nomina di un amministratore locale per il territorio. Il governatore indipendente tornò nel 1901 col ruolo anche di comandante in capo delle armate della colonia.

## Governatori dell'Isola di Saint Mary (1816–1830)
- Sir Alexander Grant, 1816-1826
- Alexander Findlay, 1826-1829
- William Hutton, 8 marzo - 8 agosto 1829
- James Jackson, 1829 - 1830

## Luogotenenti governatori del Gambia (1830–1843)
- Alexander Findlay, 28 gennaio - 3 aprile 1830
- George Rendall, 1830 - 1837
- Anthony Clogstoun, 1837 - 1838
- Sir William Mackie, 1838 - 1839
- Thomas Lewis Ingram, 1839 - 1840 (1ª volta)
- Sir Henry Vere Huntley, 1840 - 1841
- Thomas Lewis Ingram, 1841 - 1843 (2ª volta)

## Governatori del Gambia (1843–1866)
- Henry Froude Seagram, 1 aprile - 26 agosto 1843
- Thomas Lewis Ingram, 1843 - 1844 (1ª volta)
  - Edmund Nash Norcott, 1843 - 1844, segretario coloniale
- Sir John Iles Mantell, 7 agosto - 9 dicembre 1844
- Charles Fitzgerald, 1844 - 1847
- Thomas Lewis Ingram, 18 aprile - 21 dicembre 1847 (2ª volta)
- Richard Graves MacDonnell, 1847 - 1852
  - Daniel Robertson, 1851 - 1852, segretario coloniale
  - Arthur Kennedy maggio 1852, segretario coloniale
  - Daniel Robertson, agosto - ottobre 1852, segretario coloniale
- Luke Smythe O'Connor, 1852 - 1859
- Daniel Robertson 23 aprile - 6 settembre 1859
- George Abbas Kooli D'Arcy 1859 - 1866

## Amministratori del Gambia (1866-1901)
- George Abbas Kooli D'Arcy, 19 febbraio - 18 dicembre 1866
- Charles George Edward Patey, 1866 - 1869
- Alexander Bravo, 1869 - 1870
- Henry Anton, 1870 - 1871
- Thomas F. Callaghan, 1871 - 1872
- Henry T. M. Cooper, 1872 - 1873 (1ª volta)
- Cornelius Hendricksen Kortright, 1873 - 1875
- Henry T. M. Cooper 12 febbraio - 2 luglio 1875 (2ª volta)
- Samuel Rowe 2 luglio - 3 luglio 1875 (1ª volta)
- Henry T. M. Cooper 1875 - 1877 (3ª volta)
- William Hamilton Berkeley 9 gennaio - 30 marzo 1877
- Valesius Skipton Gouldsbury 1877 - 1884
- Cornelius Alfred Moloney 1884 - 1885
- Gilbert Thomas Carter 1885 - 1886 (1ª volta)
- James Shaw Hay 8 febbraio - 12 giugno 1886
- Gilbert Thomas Carter 1886 - 1887 (2ª volta)
- Samuel Rowe 29 aprile - 27 novembre 1887 (2ª volta)
- Thomas Risely Griffith 1887 - 1888
- Gilbert Thomas Carter 1888 - 1891 (3ª volta)
- Charles Herbert Harley Moseley 16 marzo - 19 aprile 1891
- Robert Baxter Llewelyn 1891 - 1900
- Horace Major Brandford Griffith 1900 - 1901
- Sir George Chardin Denton 10 gennaio - 4 marzo 1901

## Governatori del Gambia (1901-1965)
- Sir George Chardin Denton 1901 - 1911
- Sir Henry Galway 1911 - 1914
- Cecil Gwyn 30 gennaio - 10 aprile 1914
- Sir Edward John Cameron 1914 - 1920
- Herbert Henniker-Heaton 1920 - 1921
- Sir Cecil Hamilton Armitage 1921 - 1927
- Sir John Middleton 1927 - 1928
- Charles Rufus Marshall Workman ottobre - 29 novembre 1928 (1ª volta)
- Sir Edward Brandis Denham 1928 - 1930
- Charles Rufus Marshall Workman 13 gennaio - 11 dicembre 1930 (2ª volta)
- Sir Richmond Palmer 1930 - 1933
- Godfrey C. B. Parish 1933 - 1934
- Sir Arthur Richards 1934 - 1936
- Harris Rendell Oke 30 maggio - 22 ottobre 1936
- Sir Thomas Southorn 1936 - 1942
- Sir Hilary Blood 1942 - 1946
- George D. Chamberlain 1946 - 1947
- Sir Andrew Barkworth Wright 1947 - 1949
- Edward Rex Ward maggio - dicembre 1949
- Sir Percy Wyn-Harris 1949 - 1958
- Alexander Nicol Anton Waddell 9 aprile - 19 giugno 1958
- Sir Edward Henry Windley 1958 - 1962
- Kenneth G. S. Smith 28 febbraio - 29 marzo 1962
- Sir John Paul 1962 - 1965

## Governatori generali del Gambia (1965 - 1970)
- Sir John Paul 1965 - 1966
- Sir Farimang Mamadi Singateh 1966 - 1970